# Variograma cruzado
Variograma cruzado é um tipo de variograma que pretende estudar o variograma conjunto de duas variáveis. É necessário para fazer operações de co-krigagem (note-se que não é o mesmo que krigagem co-localizada). À semelhança do variograma experimental é feito em recurso a vários critérios dentre eles a distância e orientação.

## Definição
O variograma é calculado em recurso à seguinte fórmula:
{\displaystyle 2\gamma (x,x+h)={\frac {1}{N(h)}}\sum _{N(h)}[Z_{A}(x)-Z_{A}(x+h)]^{2}\quad }
Mas esta só considera uma variável dado que {\displaystyle Z_{A}} é uma única população. Assim para calcularmos o variograma cruzado, {\displaystyle 2\gamma _{AB}(x,x+h)}, com uma segunda população, {\displaystyle Z_{B}}, precisamos de aplicar a seguinte fórmula:
{\displaystyle 2\gamma _{AB}(x,x+h)={\frac {1}{N(h)}}\sum _{N(h)}[Z_{A}(x)-Z_{A}(x+h)][Z_{B}(x)-Z_{B}(x+h)]\quad }
Garantindo que {\displaystyle Z_{A}(x)} e {\displaystyle Z_{B}(x)} se encontram na mesma localização pois trata-se de uma operação de correlação espacial. Note-se que segundo Isaaks e Srivastava (1989) a relação de Cauchy-Schwartz:
{\displaystyle |\gamma _{AB}|={\sqrt {\gamma _{A}\gamma _{B}}}\quad }
deve ser garantida todas as distâncias {\displaystyle h} consideradas num processo de co-krigagem.

## Covariância cruzada
A relação entre variograma e covariância cruzada é dada por (Soares, 2006):
{\displaystyle \gamma _{AB}(h)=C_{ij}(0)-0.5[C_{ij}(h)+C_{ij}(-h)]\quad }
sendo que ao contrário do variograma em que {\displaystyle \gamma _{AB}(h)=\gamma _{BA}}, {\displaystyle C_{AB}} pode não ser igual a {\displaystyle C_{BA}} implicando que esta não é um função simétrica em relação ao {\displaystyle h}. De um ponto de vista de descrição da estrutura espacial, as duas funções não são equivalentes: a não-simetria da covariância cruzada torna-a apta a retratar comportamentos espaciais que escapam ao variograma.
Na prática, na modelação da covariância cruzada, esta assimetria é desconsiderada por duas razões :
- Raramente a quantidade de dados disponíveis permitem perceber que fenómeno físico origina a assimetria.
- A modelação de casos em que a covariância cruzada é assimétrica é extremamente complexa.

Assim os instrumentos geoestatísticos usados para quantificar a continuidade espacial de um sistema com mais de uma variável são, normalmente, os variogramas cruzados e as covariâncias cruzadas simétricas.

## Correlograma cruzado
O correlograma cruzado é dependente das covariâncias cruzadas e é dado pela fórmula:
{\displaystyle \rho _{AB}(h)={\frac {C_{ij}(h)}{\sqrt {C_{i}i(0)C_{j}j(0)}}}\quad }

## Discussão
À semelhança do seu homólogo variograma experimental também é possível fazer covariâncias cruzadas e correlogramas cruzados.